# 横贯大陆铁路

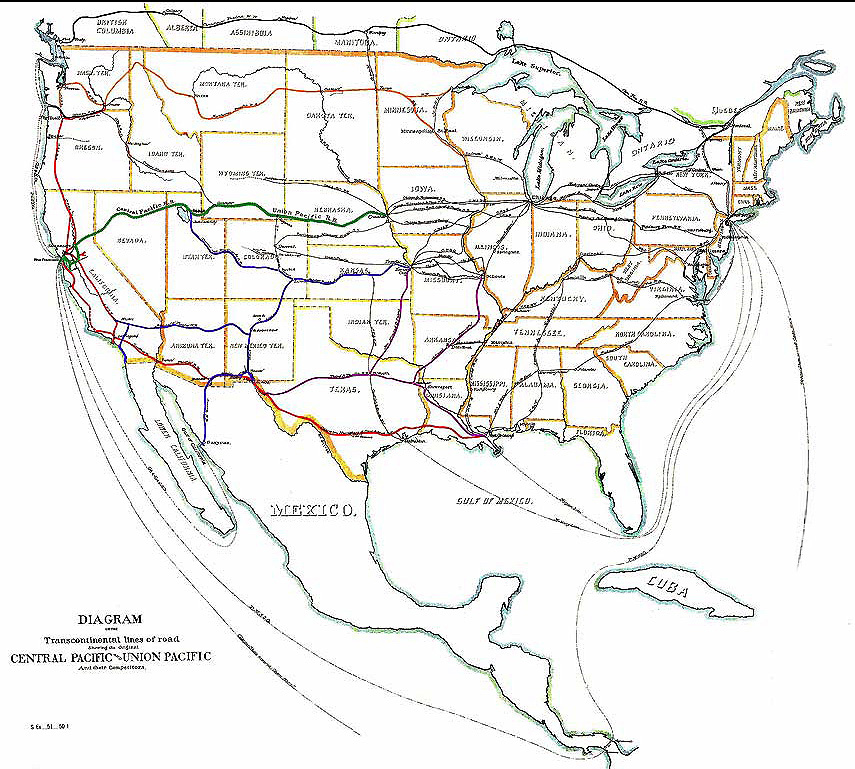
1887年美国及邻国的大陆横断铁路

越洲鐵路是橫跨大陸的鐵路，通常是由海去海的模式。由於歐洲的鐵路都是以十字型的方式鋪排的，嚴格來說算不上越洲鐵路，除了東方快車行经的铁路例外。